# أندرياس (فنان)
أندرياس (بالألمانية: Andreas Martens)‏ هو فنان ألماني، ولد في 3 يناير 1951 في فايسنفلس في ألمانيا.